# ZK-383
Il ZK-383 è un mitra sviluppato in Cecoslovacchia negli anni '30 del XX secolo dai fratelli Koucký, che lavoravano per la fabbrica d'armi Zbrojovka Brno. Fu prodotta dal 1938 al 1948 e fu esportata in molti Paesi come la Bulgaria, Bolivia e il Venezuela..

## Storia
Progettato attorno al 1935 basandosi sui progetti dei fucili mitragliatori MP-28 e MP-34, allora molto venduti, aveva come scopo quello di fornire all'esercito cecoslovacco un'arma automatica individuale robusta, precisa ed affidabile, nel calibro 9 x 19mm. Nel 1938 fu ufficialmente adottato come ZK-383 (dalle iniziali di Zbrojovka-Koucký, ossia produttore e progettisti). Il ZK-383 fu esportato in altri paesi dell'Est Europeo dal 1938 (anno di inizio della produzione) anche se la scarsa gittata dovuta alle prestazioni della cartuccia impiegata non lo rendevano adatto come arma di appoggio nonostante le molte caratteristiche tipiche di questa categoria (vedi sotto). Rispetto alle altri armi coeve (MP18, MP 28, MP 34, MAB 1938 ecc) il ZK 383 era più ingombrante e pesante ma era costruito e rifinito in modo eccellente ed era un'arma sicura e robusta, perciò le forze armate e di polizia della Cecoslovacchia lo adottarono come arma automatica individuale.
Dopo il 1939 e l'occupazione tedesca della Cecoslovacchia, la produzione continuò alla fabbrica di Brno per le truppe tedesche, che trovarono l'arma rispondente ai loro standard. La maggior parte dei mitra prodotti, ridesignati Vz 9 (dalla sigla ceca vzor, cioè "modello") furono dati ai reparti delle Waffen SS che lo giudicarono pesante ed eccessivamente complicato per quello che offriva, ma robusto e di sicuro affidamento e lo adottarono in gran numero. La produzione continuò in piccole quantità per l'Est Europeo e la Bulgaria, che l'aveva acquistato già nel 1939, continuò ad importarli fino al 1970.
La produzione cessò nel 1948. Il ZK-383 restò negli arsenali del ricostituito esercito cecoslovacco fino agli anni '60 poi fu via via sostituito da armi automatiche ben più compatte e moderne, come lo Vz 61 Skorpion e il VZ. 23.. Infatti, le prestazioni della cartuccia 9x19 Parabellum non consentivano il fuoco di accompagnamento a distanze medio-lunghe. Così l'arma divenne un mitra individuale, ruolo per il quale era eccessivamente complicato e costoso, con le sue complesse soluzioni meccaniche e le lunghe lavorazioni alla macchina utensile che assicuravano sì un'eccellente qualità costruttiva, ma anche un costo inutilmente elevato in un'epoca in cui le lamiere stampate e saldate erano ormai la norma. Armi come il PPS 43 o lo Sten richiedevano tempo e materiali in misura enormemente inferiore e all'atto pratico non offrivano nulla di meno .

## Tecnica

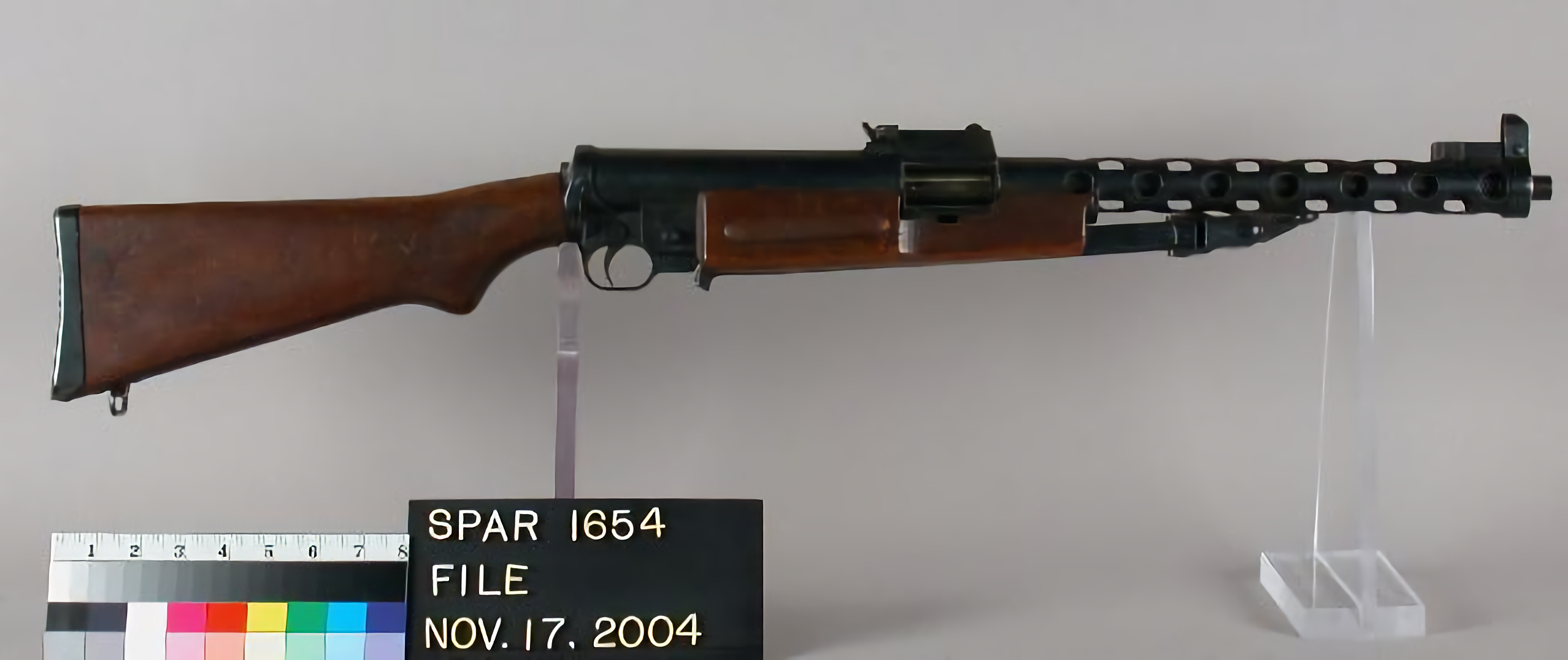
Vista laterale del ZK-383. Notare il lungo bipiede ripiegato sotto il fusto e l'attacco per la baionetta alla volata.

IL ZK-383 era stato originariamente ideato come un'arma da supporto di squadra, ruolo generalmente occupato dalle mitragliatrici leggere come il ZB.26, il Bren britannico o il DP28 russo. Per questa ragione, il ZK-383 incorporava molte caratteristiche tipiche dei fucili mitragliatori di squadra, come l'opzione del cambio rapido della canna, un bipiede di appoggio  incernierato sotto il manicotto di raffreddamento, e la possibilità per il tiratore di regolare la cadenza di tiro rimuovendo dall'otturatore un piccolo peso da 170gr.; in tal modo il ritmo di tiro passava da 500 a 700 colpi/min. Tutte raffinatezze meccaniche concepite per incentivare la vendita dell'arma sul mercato dei moschetti automatici  e dei fucili mitragliatori, allora molto florido; tuttavia, la munizione utilizzata (9 x 19 mm Parabellum) vanificava ogni tentativo di farne un'arma di reparto: le caratteristiche balistiche ne limitavano l'impiego a 200 metri, troppo poco per un'arma di appoggio di squadra. Come arma automatica individuale, il ZK-383 ebbe maggior successo: per quanto più ingombrante e pesante dei mitra allora già in servizio, era comunque un'arma molto ben fatta, precisa e affidabile.
L'organizzazione meccanica è del tipo a massa battente (blowback) Il caricatore è inserito nel lato sinistro dell'arma, come nelle altre armi simili dell'epoca. Il selettore di tiro è davanti al grilletto, e seleziona il tiro automatico, semiautomatico; la sicura a traversino passante è posta sopra il grilletto.
Il calcio è di legno e contiene anche la molla di recupero; l'alzo posteriore può essere regolato fino a 600m, distanza peraltro ottimistica considerato il calibro impiegato, da pistola. Tuttavia, allo sparo lo ZK 383 si rivela ottimo: il peso, il bipiede, gli accurati organi di mira e l'azzeccata inclinazione del calcio sfruttano al meglio il calibro 9x19, e il tiro dell'arma è preciso fino a 200m.

## Varianti
- ZK-383; versione di produzione standard.
- ZK-383P; versione per polizia senza bipiede.
- ZK-383H; variante post-bellica senza bipiede che aveva il caricatore   inserito inferiormente, anziché a sinistra, che conteneva sempre 30 colpi.

### Curiosità
Uno ZK-383 è stato protagonista involontario di un episodio drammatico della Resistenza Italiana, narrato dal grande scrittore Beppe Fenoglio in uno dei suoi racconti sulla Guerra di Liberazione. Durante una riunione, l'arma in questione era stata posata su di un tavolo dal partigiano che la aveva in dotazione tra l'ammirazione degli altri volontari presenti, in quanto arma molto ambita e rara: uno di questi non resistette alla tentazione di imbracciarala e subito parti' una raffica dato che il mitragliatore aveva il colpo in canna e che le caratteristiche inusuali della sicura potevano trarre in inganno. Quattro partigiani rimasero gravemente feriti ma vennero immediatamente soccorsi e poterono essere tutti salvati.